# Abutre-do-coconote

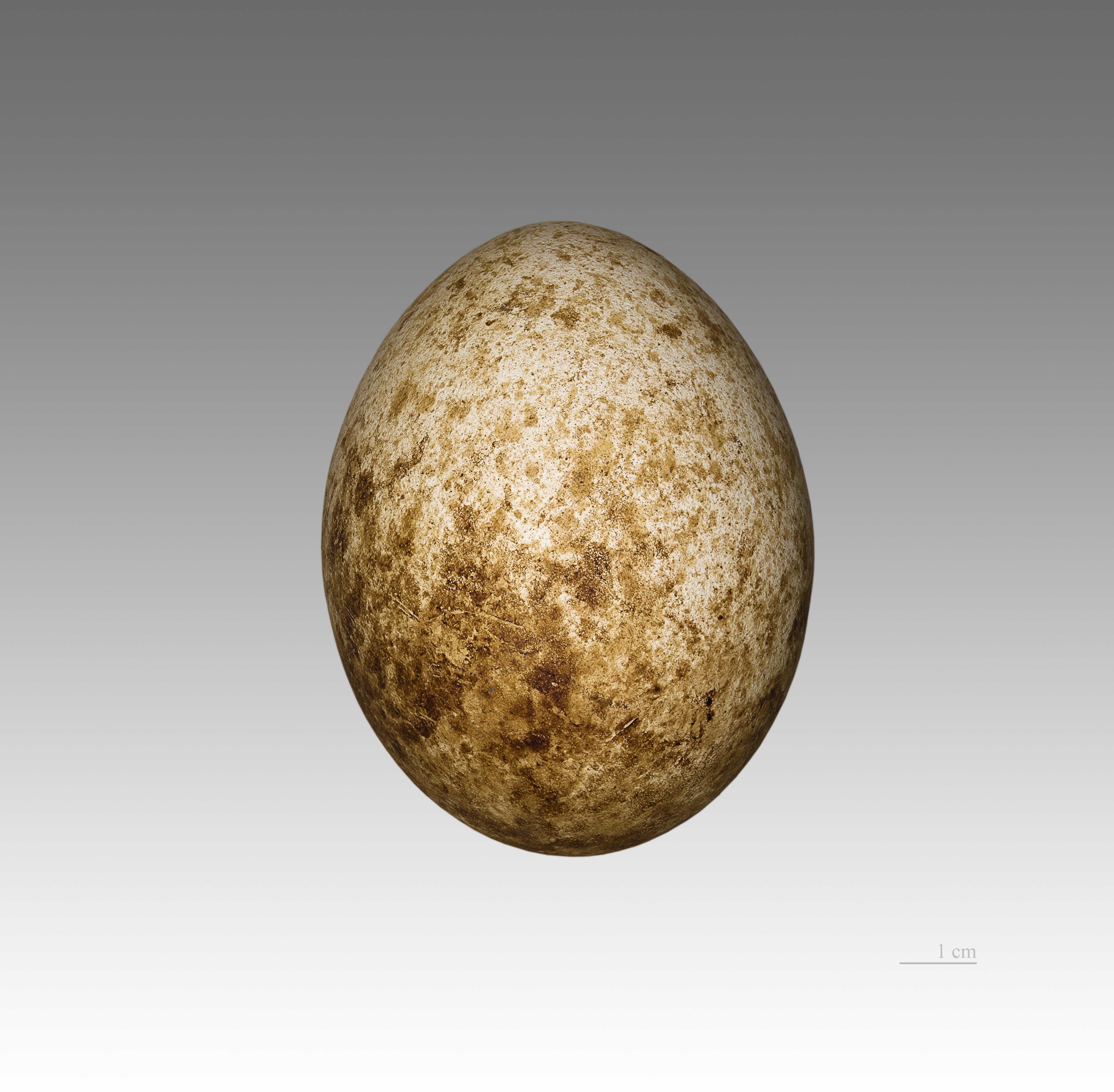
Gypohierax angolensis

O abutre-do-coconote ou abutre-das-palmeiras (Gypohierax angolensis) é um abutre africano, encontrado do Senegal ao Quênia e em Angola, que é associado à presença de palmeiras como o dendezeiro e a ráfia, das quais utiliza os frutos como alimento.